# Alvar Aalto
Alvar Aalto (Hugo Henrik Alvar Aalto. Kuortane, 3 de febrer de 1898 - Hèlsinki, 11 de maig de 1976) fou un arquitecte finlandès, un dels mestres de l'Arquitectura Moderna. Al llarg de la seva vida desenvolupà una obra molt personal, ubicada dins el corrent de l'arquitectura orgànica i fortament vinculada a la seva Finlàndia natal. És considerat com el «pare de l'Arquitectura Moderna» a Escandinàvia. A més de l'arquitectura, la seva obra inclou el disseny de mobles i objectes de cristalleria.

## Biografia

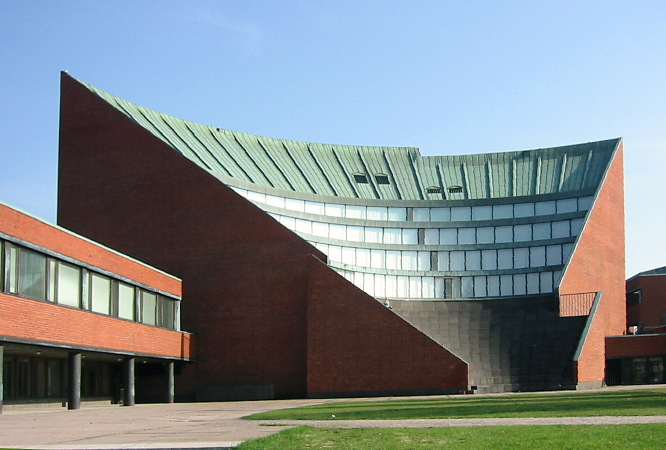
Auditorium de la Universitat Politècnica de Hèlsinki, 1966. Otaniemi, Espoo. Finlandia.

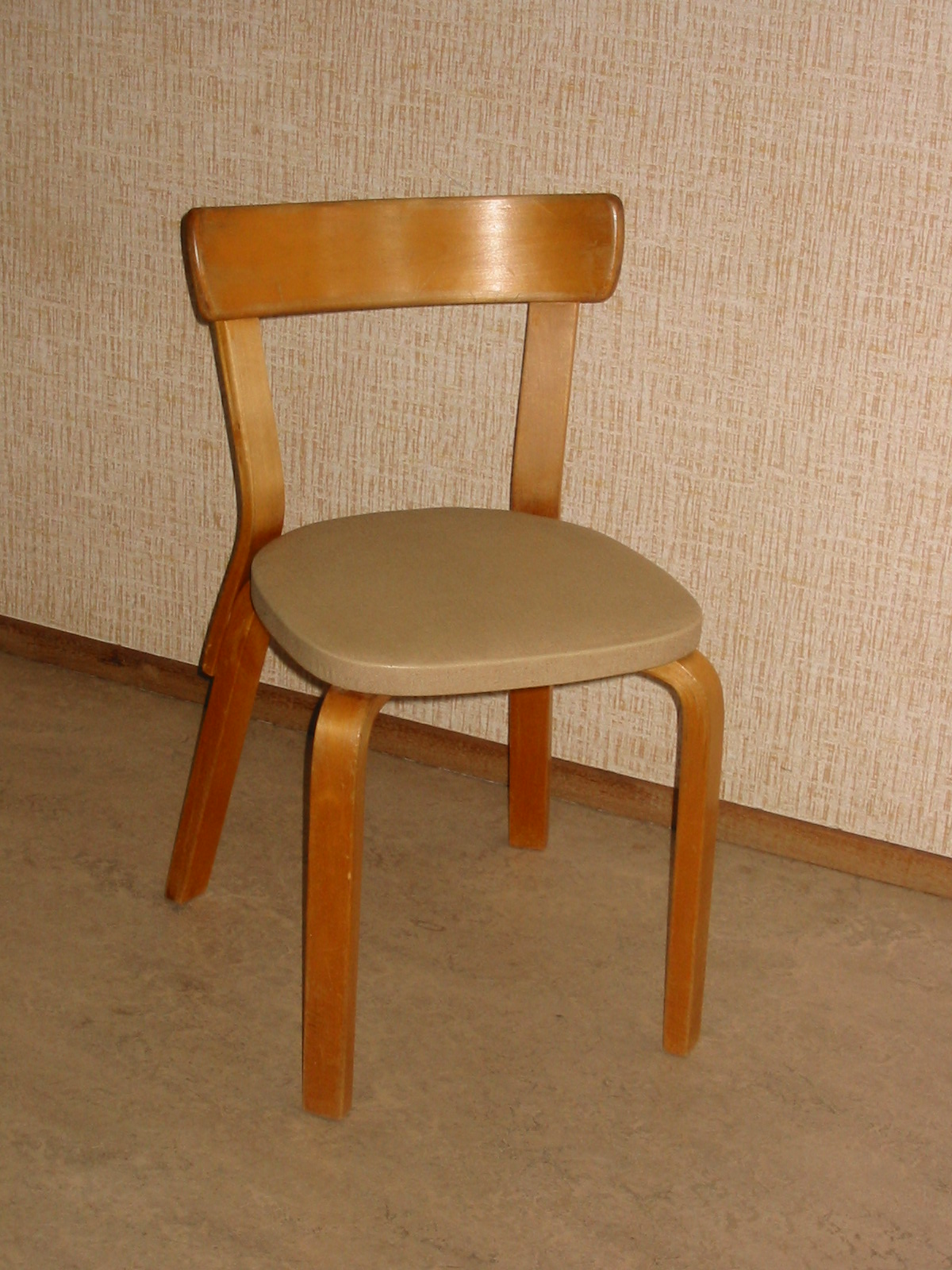
Cadira

El poble de Kourtane on va néixer Alvar Aalto, està ubicat entre la zona lacustre del centre de Finlàndia i les planures de la província occidental d'Ostrobotnia.
Alvar, que fou el més gran de tres germans fills d'una família de classe mitjana de funcionaris civils, evocarà sempre la figura del seu pare, Johan Henri Aalto, enginyer en geodèsia i cartografia, tot recordant la «gran taula blanca» de treball. També evocarà la seva mare: Sally Matilda Hacksted la qual era «pedagoga que mai havia fet pedagogia» i les seves ties que eren mestres del liceu, les quals seran per a ell «les seves mestres de l'arquitectura, que mai ningú podrà igualar».
Als 5 anys la seva família anà a viure a Jyväskalä, una ciutat que restarà per sempre associada al nom d'Alvar Aalto, ja que al llarg de la seva carrera, va arribar a dissenyar 70 construccions per a la ciutat i els seus rodals, de les quals se'n van realitzar 37. Durant les vacances anaven a Alvajärvi, a la residència Mammula, que Aalto restaurà quan era estudiant. Alvajärvi restara per ell el vertader lloc de la seva infància, és el lloc on foren enterrats els seus pares i els seus germans, morts prematurament.
L'any 1916 resideix a Hèlsinki i segueix els cursos de l'Institut Politècnic on es llicenciarà en Arquitectura l'any 1921. Durant aquells anys tingué lloc la revolució bolxevic a Rússia. El dia 6 de desembre de 1917, Finlàndia declara la independència, que és reconeguda definitivament en el Tractat de Tartu del 1920. Aalto estava immers en l'ambient cultural agitat de Hèlsinki, ple d'artistes i polítics que es movien per tot arreu. Una ciutat de refugiats russos de tots els colors, des de Lenin, que partí d'aquesta ciutat per anar a l'encontre de la revolució, fins als grans Ducs que gaudien de la relativa calma de la Finlàndia autònoma, congregats en el luxós Hotel Seurhoune, construït per l'arquitecte Armas Lindegren un dels professors d'Aalto a l'Institut Politècnic.

## Carrera

### Classicisme
Els mestres i la formació rebuda per Aalto a l'Institut Politècnic, alhora teòrica i pràctica, li donà la dimensió històrica de l'arquitectura. L'any 1922, en el seu quadern de viatges diu: «L'estudi profund i admirat de l'antiga arquitectura local i dels seus valors, és tan important per a nosaltres, arquitectes professionals que ha esdevingut la base del nostre treball.»
La metodologia d'ensenyament de l'Institut que lligava estretament l'estudi de la història al de la tècnica, explica el mètode aaltià de lectura històrica de les obres d'arquitectura. Així en el curs impartit per Jussi Paatela s'estudiava l'estructura de la casa de fusta i de la casa de pedra com una síntesi exemplar dels materials i de la forma, portant a terme, en paral·lel, una recerca sobre l'ús de la fusta conforme a les exigències contemporànies, com si es tractés d'un nou material. En el curs d'Armas Lindegren es tractava a la vegada de l'antiga arquitectura escandinava i de l'Arquitectura Moderna aleshores a la vanguardia a Europa, tot insistint en els aspectes funcionals de l'edifici associat a l'anàlisi teòric dels aspectes formals. Aquests mestres d'Aalto, juntament amb el compositor Sibelius i altres intel·lectuals, foren els animadors del moviment «nacional i romàntic» que portaren al renaixement cultural de Finlàndia, associat a d'independència, en aquell primer terç del segle xx.
Tot i que de vegades se'l considera un dels primers i més influents arquitectes del modernisme nòrdic, un examen més detallat revela que Aalto (mentre era pioner a Finlàndia) va seguir de prop i va tenir contactes personals amb altres pioners a Suècia, en particular Gunnar Asplund i Sven Markelius. El que compartien ells i molts altres d'aquella generació als països nòrdics era una educació clàssica i un enfocament de l'arquitectura clàssica que els historiadors ara anomenen Classicisme Nòrdic. Era un estil que havia estat una reacció a l'estil dominant anterior del Romanticisme Nacional abans de decantar-se, a finals de la dècada de 1920, cap al Modernisme.
El novembre de 1921, Aalto és admès a la «Societat Finlandesa d'Arquitectes», obre un estudi professional a Hèlsinki, i rep els primers encàrrecs consistents en la construcció d'una sèrie de pavellons per a la indústria de l'Artesania.
En tornar a Jyväskylä el 1923 per establir el seu propi despatx d'arquitectura, Aalto va dissenyar diverses cases unifamiliars dissenyades en l'estil del classicisme nòrdic. Per exemple, la casa pairal per al cosí de la seva mare, Terho Manner, a Töysa (1923), una vil·la d'estiu per al cap de policia de Jyväskylä (també del 1923) i la masia Alatalo a Tarvaala (1924). Durant aquest període va completar els seus primers edificis públics, el Club de Treballadors de Jyväskylä el 1925, l' Edifici del Cos de Defensa de Jyväskylä el 1926 i l'edifici de la Casa dels Guàrdies de Seinäjoki entre 1924 i 1929.
L'any 1924 es casa amb l'arquitecta Aino Marsio i fan el viatge de noces a Itàlia, un viatge que constituí per ambdós un fet molt important, en unir, intel·lectualment la cultura mediterrània amb la seva pròpia cultura escandinava.

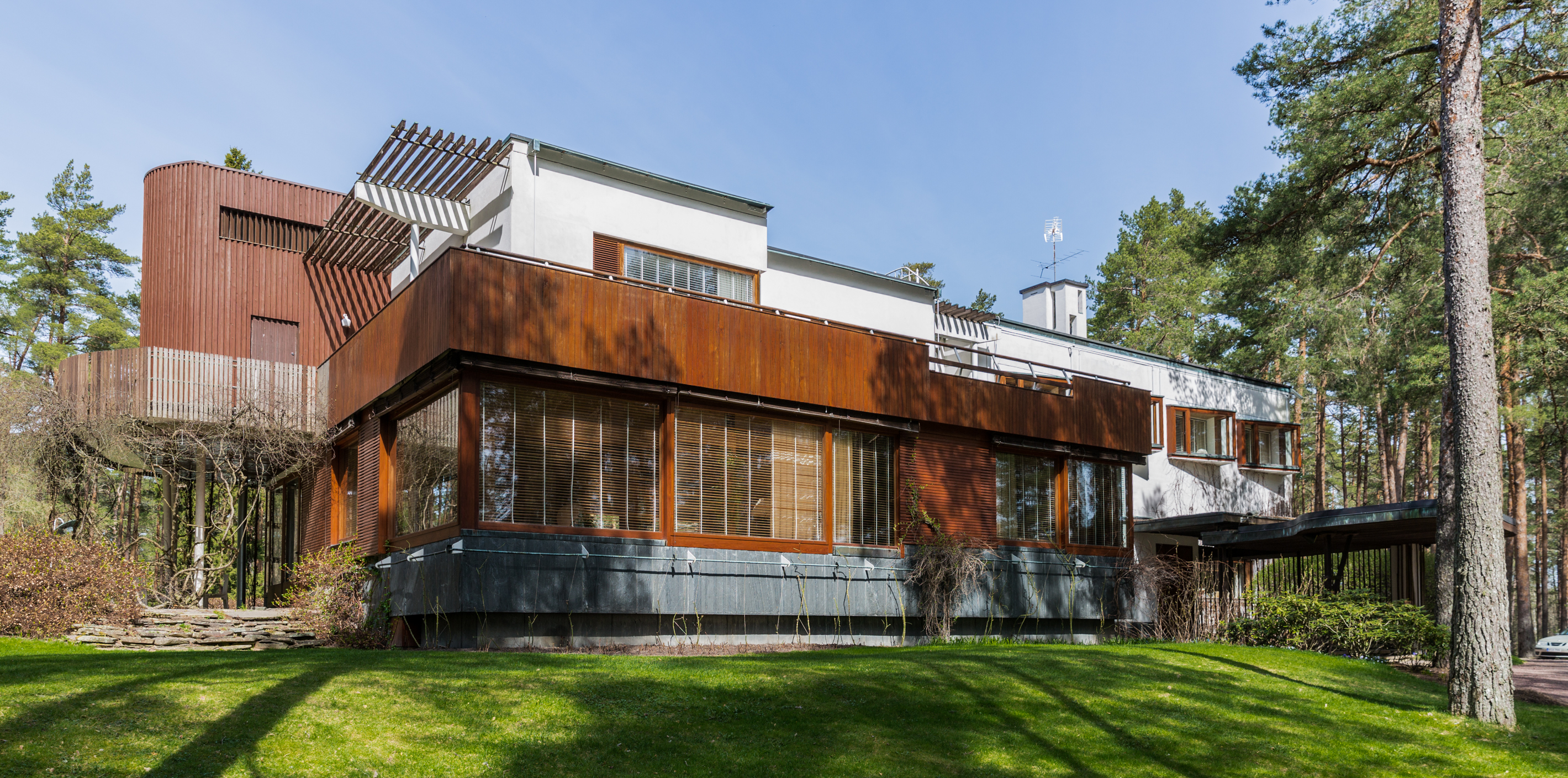
Villa Mairea a Noormarkku

Va participar en diversos concursos d'arquitectura per a prestigiosos edificis públics estatals, a Finlàndia i a l'estranger. Això va incloure dos concursos per a l'edifici del Parlament finlandès el 1923 i el 1924, l'ampliació de la Universitat de Hèlsinki el 1931 i l'edifici per a la Societat de Nacions a Ginebra, Suïssa, el 1926-27.

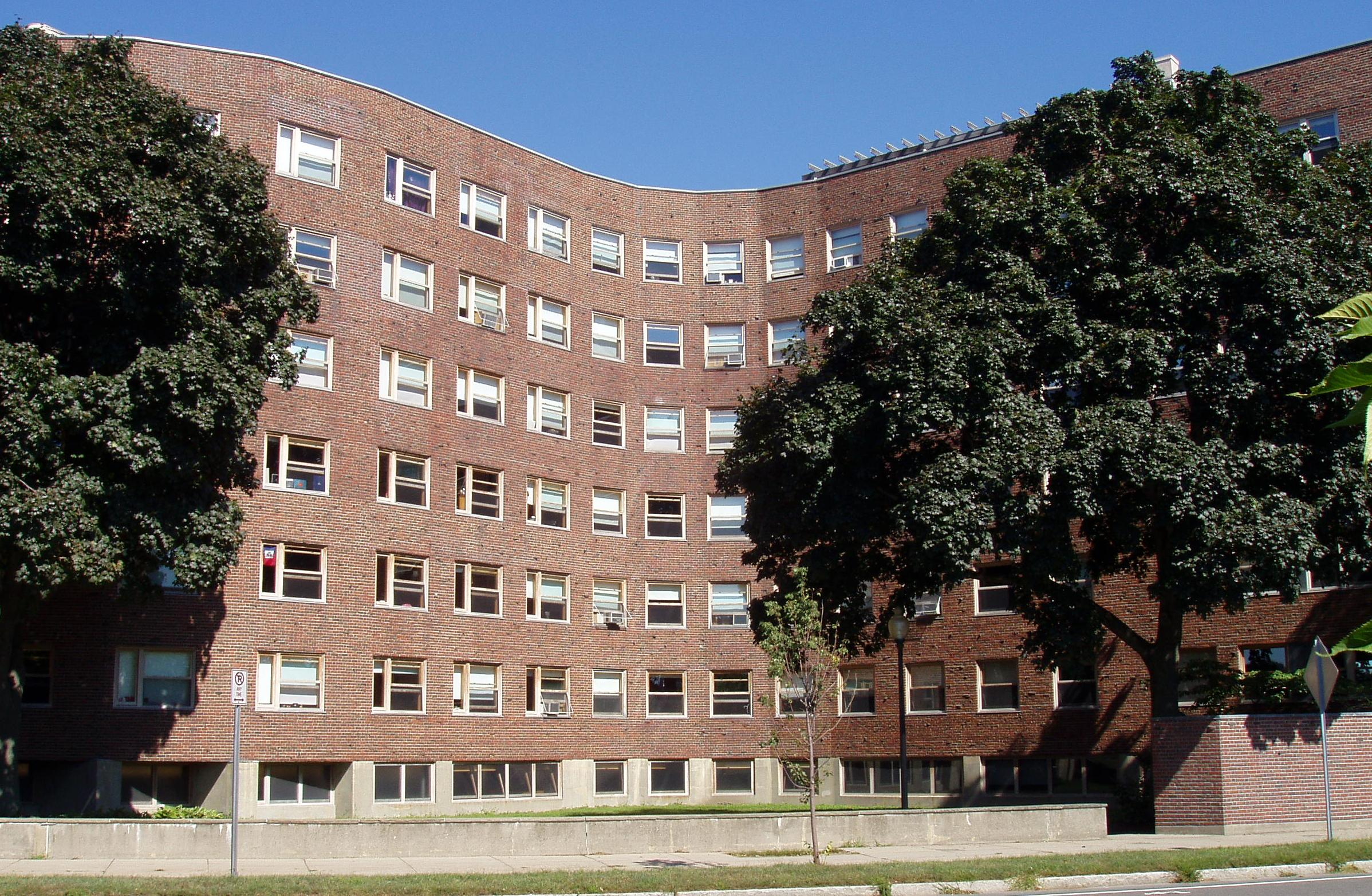
Façana de Baker House al riu Charles

El primer disseny d'església completat d'Aalto, l'església de Muurame, il·lustra la seva transició del classicisme nòrdic al funcionalisme.
Aquest va ser el període en què Aalto va ser més prolífic en els seus escrits, amb articles per a revistes professionals i diaris. Entre els seus assajos més coneguts d'aquest període hi ha Cultura urbana (1924), Banys del temple a la cresta de Jyväskylä (1925), El sermó de l'abat Coignard (1925), i De la porta a la sala d'estar (1926).

### Funcionalisme
L'any 1927 s'establí a Turku per realitzar uns quants encàrrecs importants, entre ells una de les obres cabdals de l'Arquitectura Moderna, el Sanatori de Paimio que el donà a conèixer com un dels més grans arquitectes del funcionalisme.
El canvi en l'enfocament del disseny d'Aalto, del classicisme al modernisme, queda exemplificat per la Biblioteca Viipuri de Vyborg (1927-1935), que va passar d'una proposta de concurs originalment clàssica a l'edifici modernista acabat. El seu enfocament humanista es fa plenament evident a la biblioteca: l'interior mostra materials naturals, colors càlids i línies ondulants. A causa de problemes relacionats amb el finançament, agreujats per un canvi d'emplaçament, el projecte de la Biblioteca de Viipuri va durar vuit anys. Durant aquest temps, Aalto va dissenyar l'edifici d'apartaments Standard (1928-29) a Turku, l'edifici Turun Sanomat (1929-30) i el sanatori Paimio (1929-32), que va dissenyar en col·laboració amb la seva primera esposa, Aino Aalto. Diversos factors van contribuir al canvi d'Aalto cap al modernisme: la seva creixent familiaritat amb les tendències internacionals, facilitada pels seus viatges per Europa; l'oportunitat d'experimentar amb la prefabricació de formigó a l'edifici Standard Apartment; el llenguatge formal d'avantguarda inspirat en Le Corbusier de l'edifici Turun Sanomat; i l'aplicació d'ambdós per part d'Aalto al Sanatori de Paimio i al disseny en curs de la biblioteca. Tot i que l'edifici Turun Sanomat i el sanatori Paimio són obres modernistes comparativament pures, portaven les llavors del seu qüestionament d'aquest enfocament modernista ortodox i un pas cap a una actitud més atrevida i sintètica. S'ha assenyalat que el principi de planificació del Sanatori de Paimio –les ales obertes– estava inspirat en el Sanatori de Zonnestraal (1925–31) de Jan Duiker, que Aalto va visitar mentre estava en construcció. Tot i que aquests primers funcionalistes porten trets distintius d'influències de Le Corbusier, Walter Gropius i altres figures modernistes clau de l'Europa central, Aalto va començar a mostrar la seva individualitat allunyant-se d'aquestes normes amb la introducció de referències orgàniques.
A través de Sven Markelius, Aalto va esdevenir membre del Congrés International d'Architecture Moderne (CIAM), assistint al segon congrés a Frankfurt el 1929 i al quart congrés a Atenes el 1933, on va establir una estreta amistat amb László Moholy-Nagy, Sigfried Giedion i Philip Morton Shand. Va ser durant aquest temps que va seguir de prop l'obra del principal impulsor del nou modernisme, Le Corbusier, visitant-lo a la seva oficina de París diverses vegades durant els anys següents.
No va ser fins a la finalització del Sanatori de Paimio (1932) i la Biblioteca de Viipuri (1935) que Aalto va aconseguir per primera vegada l'atenció mundial en arquitectura. La seva reputació va créixer als Estats Units després de la invitació per celebrar una exposició retrospectiva de les seves obres al MOMA de Nova York el 1938. (Aquesta va ser la seva primera visita als Estats Units.) L'exposició, que posteriorment va fer una gira per 12 ciutats del país, va ser un punt de referència: Aalto va ser el segon arquitecte –després de Le Corbusier– a tenir una exposició individual al museu. La seva reputació va créixer als Estats Units després de l'acollida crítica del seu disseny per al Pavelló Finlandès a l'Exposició Universal de Nova York de 1939, descrit per Frank Lloyd Wright com una obra genial. Es podria dir que la reputació internacional d'Aalto va quedar segellada amb la seva inclusió a la segona edició de l'influent llibre de Sigfried Giedion sobre arquitectura modernista, Space, Time, and Architecture: The growth of a new tradition (1949), en què Aalto va rebre més atenció que qualsevol altre arquitecte modernista, inclòs Le Corbusier. En la seva anàlisi d'Aalto, Giedion va donar primacia a qualitats que s'allunyen de la funcionalitat directa, com ara l'estat d'ànim, l'atmosfera, la intensitat de la vida i fins i tot les característiques nacionals, declarant que Finlàndia és amb Aalto allà on vagi.

### Experimentació

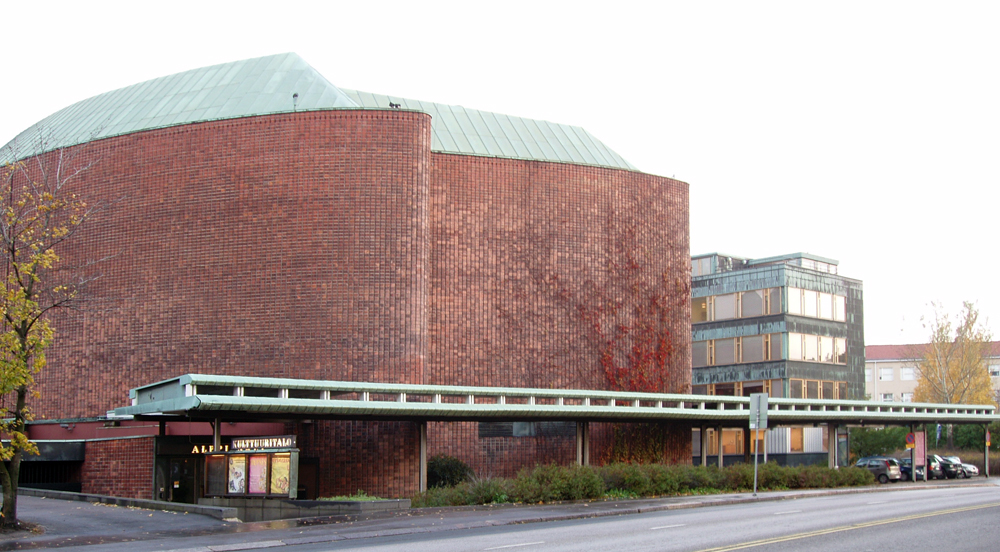
Casa de la Cultura, Hèlsinki

Durant la dècada del 1930, Alvar va passar un temps experimentant amb fusta laminada, escultura i relleu abstracte, caracteritzat per formes corbes irregulars. Aprofitant aquests coneixements, va poder resoldre problemes tècnics relacionats amb la flexibilitat de la fusta i, alhora, va resoldre qüestions espacials en els seus dissenys. Els primers experiments d'Aalto amb la fusta i el seu allunyament d'un modernisme purista es posarien a prova en forma construïda amb l'encàrrec de dissenyar Villa Mairea (1939) a Noormarkku, la residència de luxe de la jove parella d'industrials Harry i Maire Gullichsen. Va ser Maire Gullichsen qui va actuar com a clienta principal, i va treballar estretament no només amb Alvar sinó també amb Aino Aalto en el disseny, animant-los a ser més atrevits en la seva feina. L'edifici forma una U al voltant d'un "jardí" interior central, l'element central del qual és una piscina en forma de ronyó. Adjacent a la piscina hi ha una sauna executada en un estil rústic, que fa al·lusió a precedents finlandesos i japonesos. El disseny de la casa és una síntesi de nombroses influències estilístiques, des de la llengua vernacular finlandesa tradicional fins al modernisme purista, així com influències de l'arquitectura anglesa i japonesa. Tot i que la casa està clarament destinada a una família rica, Aalto va argumentar que també era un experiment que seria útil en el disseny d'habitatges massius.

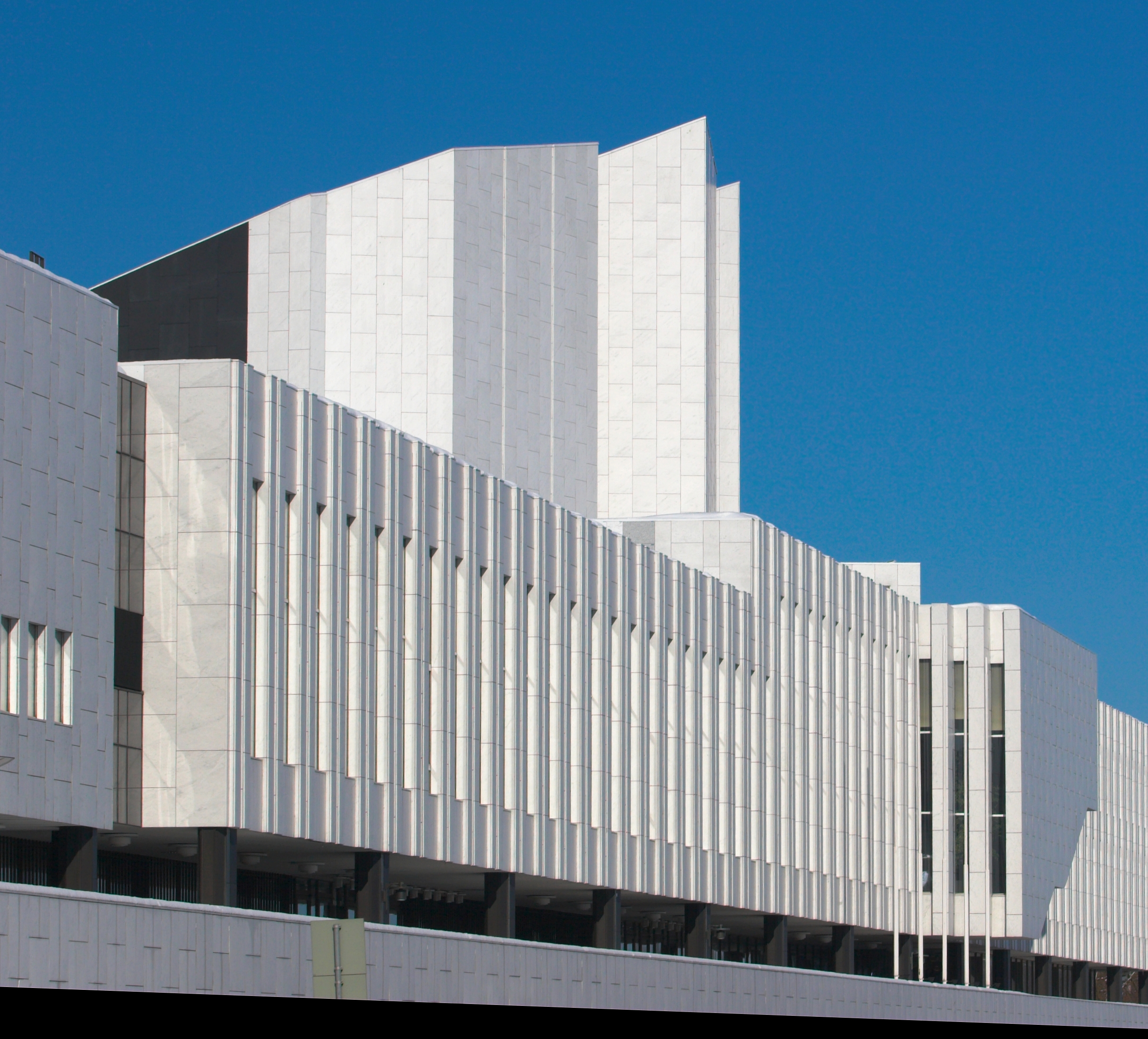
Sala Finlàndia (1962–71)

La seva creixent fama va portar a ofertes i encàrrecs fora de Finlàndia. El 1941, va acceptar una invitació com a professor visitant a l'Institut Tecnològic de Massachusetts, als Estats Units. Durant la Segona Guerra Mundial, va tornar a Finlàndia per dirigir l'Oficina de Reconstrucció. Després de la guerra, va tornar al MIT, on va dissenyar la residència d'estudiants Baker House, acabada el 1949. El dormitori flanquejava el riu Charles i la seva forma ondulada proporcionava la màxima vista i ventilació a cada resident. Aquest va ser el primer edifici del període de maó vermell d'Aalto. Originalment utilitzat a Baker House per simbolitzar la tradició universitària de la Ivy League, Aalto el va utilitzar en uns quants edificis clau després del seu retorn a Finlàndia, sobretot en diversos edificis del nou campus de la Universitat Tecnològica de Hèlsinki (a partir del 1950), l'Ajuntament de Säynätsalo (1952), l'Institut de Pensions de Hèlsinki (1954), la Casa de Cultura de Hèlsinki (1958), així com a la seva pròpia casa d'estiu, la Casa Experimental de Muuratsalo (1957).

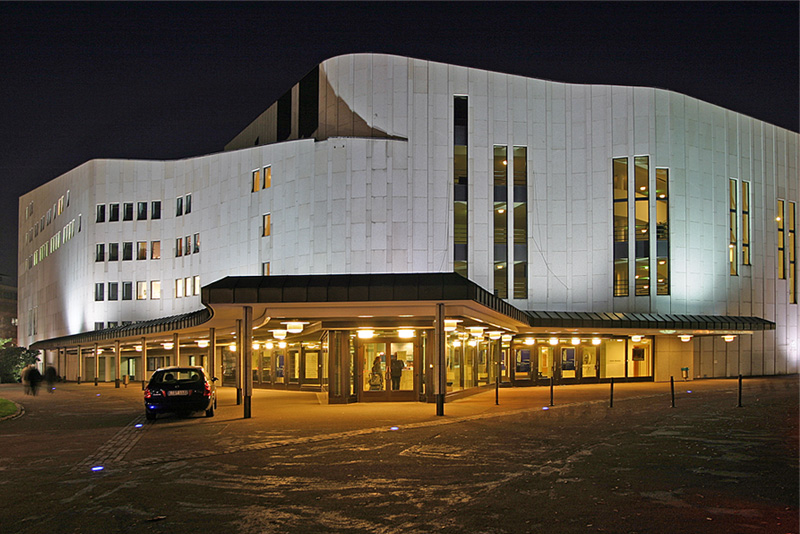
L'òpera Aalto-Theater d'Essen, Alemanya

A la dècada del 1950, Aalto es va submergir en l'escultura, explorant la fusta, el bronze, el marbre i les tècniques mixtes. Entre les obres notables d'aquest període hi ha el seu memorial de 1960 a la batalla de Suomussalmi . Situat al camp de batalla, consisteix en un pilar de bronze inclinat sobre un pedestal.

### Monumentalisme

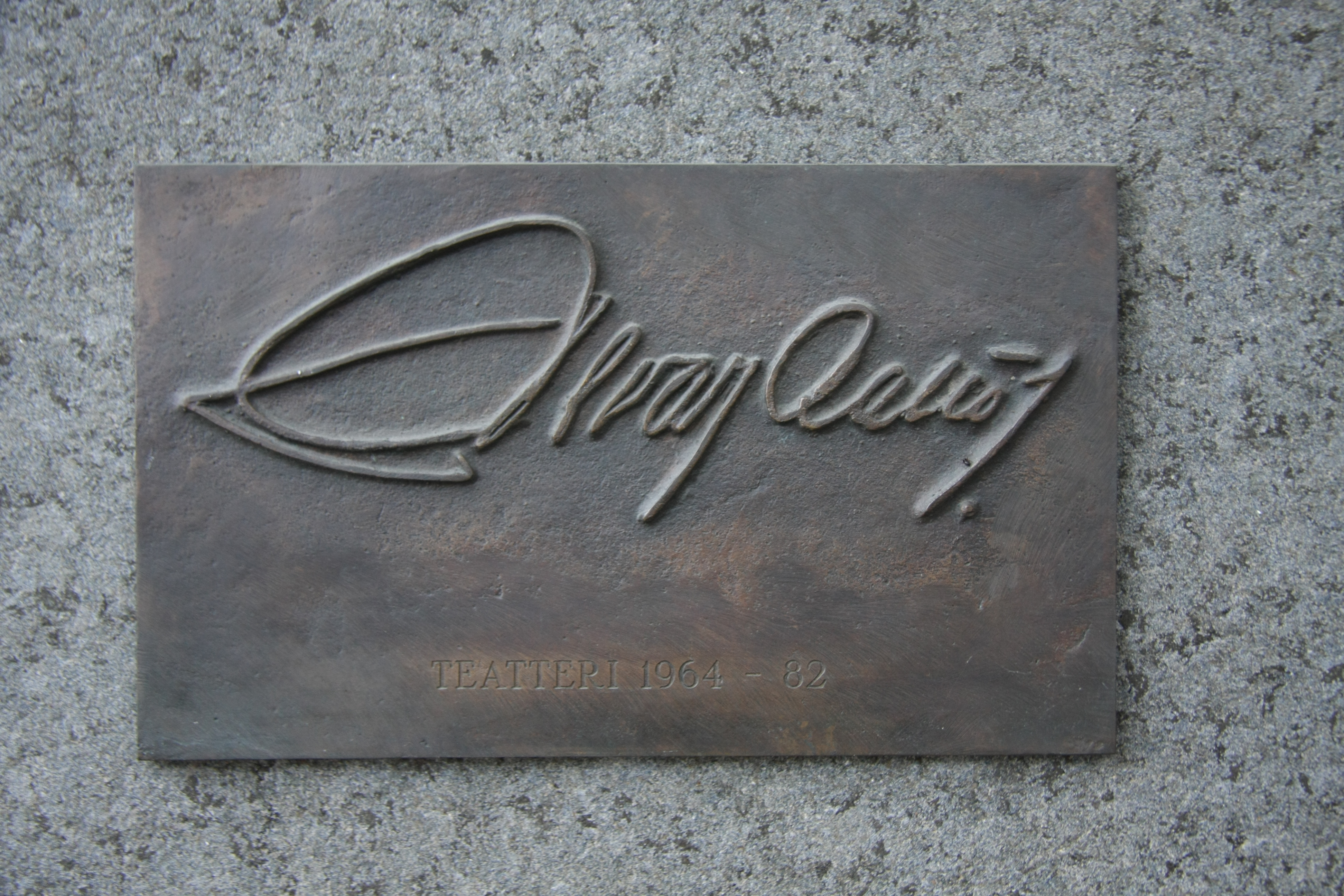
Signatura d'Alvar Aalto a la paret del teatre Jyväskylä

Entre l'obra d'Aalto des de principis dels anys seixanta fins a la seva mort el 1976, els projectes més destacats van ser els seus a Hèlsinki, en particular l'enorme pla urbanístic per al buit al centre de Hèlsinki adjacent a la badia de Töölö i les vastes vies ferroviàries, una zona marcada a les vores per edificis importants com el Museu Nacional i l'estació principal de ferrocarril, tots dos d'Eliel Saarinen . En el seu pla urbanístic, Aalto va proposar una línia d'edificis separats revestits de marbre davant de la badia, que albergarien diverses institucions culturals, com ara una sala de concerts, una òpera, un museu d'arquitectura i la seu de l'Acadèmia Finlandesa. El projecte també es va estendre al districte de Kamppi amb una sèrie d'alts blocs d'oficines. Aalto va presentar la seva visió per primera vegada el 1961, però va patir diverses modificacions durant els primers anys 60. Només es van realitzar dos fragments del pla general: la sala de concerts Finlandia Hall (1976) amb vistes a la badia de Töölö i un edifici d'oficines al districte de Kamppi per a la Companyia d'Electricitat de Hèlsinki (1975). Aalto també va emprar el llenguatge formal miesià de quadrícules geomètriques que es fa servir en aquests edificis per a altres llocs de Hèlsinki, com ara l'edifici de la seu d'Enso-Gutzeit (1962), la Llibreria Acadèmica (1962) i l'edifici del Banc SYP (1969).
Després de la mort d'Aalto el 1976, el seu despatx va continuar operant sota la direcció de la seva vídua Elissa, que va supervisar la finalització de les obres ja dissenyades (fins a cert punt), entre elles el Teatre Municipal de Jyväskylä i l'Òpera d'Essen. Des de la mort d'Elissa Aalto, el despatx ha continuat funcionant com a Alvar Aalto Academy, assessorant sobre la restauració d'edificis d'Aalto i organitzant els vastos arxius del despatx.

## Obres
- Sanatori de Paimio, (1932)
- Biblioteca Viipuri, (1927-1935)
- Pavelló de Finlàndia, Exposició Universal de 1937 (París)
- Pavelló de Finlàndia, Exposició Universal de 1939 (Nova York)
- Villa Mairea (1939). Noormarku, (Finlàndia)
- Òpera d'Essen (Alemanya)
- Residència Universitària Baker, (1948). Institut de Tecnologia de Massachusetts (Boston)
- Auditori Finlàndia (Hèlsinki)
- Biblioteca de l'Abadia de Mont Ángel, Saint Benedict (Oregó)
- Ajuntament de Säynätsalo (Finlàndia)
- Sala de Concerts (Viena)
- Església de les tres Creus (1958). Imatra (Finlàndia)
- Ajuntament, Biblioteca i Església de Seinäjoki, (1960-65). (Finlàndia).
- Casa de la Cultura (Hèlsinki)
- Edifici de la ciutat perifèrica Neue Vahr (Bremen, Alemanya)
- Centre de Cultura (Wolfsburg, Alemanya)
- Universitat Politècnica de Hèlsinki (Otaniemi, Espoo, Finlàndia)
- Edifici d'oficines de British Petroleum (Hamburg)
- Centre de ciutat de Castrop-Rauxel (Alemanya)
- Edifici de viviendes Schönbühl (Lucerna, Suïssa)

## Significat de l'obra d'Alvar Aalto
Alvar Aalto fou sempre un esperit independent que refusava tota norma, tant l'academicisme del passat com els nous dogmes del funcionalisme. Mai no fou un teòric, gairebé no té altres escrits que les transcripcions de les seves conferències. Rafael Moneo, amb motiu de la mort d'Aalto l'any 1976 publicà un article on diu: 
«Aalto parlava poc d'arquitectura: deixava que aquella parlés per si mateixa. Pocs, escassos els seus escrits, les seves lliçons, Alvar Aalto no va necessitar altres manifestos que les seves obres. I, això sí, les seves obres eren (almenys així penso que poden ser enteses) autèntics programes, atacs furiosos contra les arquitectures acadèmiques, contra qualsevol forma que fos d'ortodòxia, contra la norma: Aalto semblava gaudir amb aquella contínua negació de la forma que són les seves obres, si bé ho protegia la sabia ocupació dels materials, el control de les sensacions, el domini dels espais i de la llum, el coneixement de les necessitats i de l'ús». (Article: «Rey muerto sin Rey puesto», publicat al núm. 13-14 de la revista Arquitecturas bis.)
Sense teoritzar, aportà modèstia (pavelló de Finlàndia a l'exposició de París, 1936), tecnologia (biblioteca de Viipuri,1927-35), atenció a la persona (sanatori de Paimio, Turku i Pori, 1932) i als detalls. La seva arquitectura blanca durà fins al 1939. En el període roig (ús del maó), treballà en la reconstrucció del país, en obres internacionals com l'edifici per a dormitori al MIT de Cambridge, EUA (1949) i el centre de cultura de Hèlsinki (1955-58). L'any 1953 inicià un segon període blanc, representat per la seva casa de camp a Muuratsalo i per la Maison Carrée, prop de París (1956-58). Són famosos els seus mobles, llums i objectes de decoració.